# 囊瓣木
囊瓣木（学名：Saccopetalum prolificum）为番荔枝科囊瓣木属下的一个种。它是一種乔木，高25米。主要分佈於海南岛的山谷密林中。